# Кылайы
Кылайы́ (якут. Кылаайы) — село в Усть-Алданском улусе Республики Саха (Якутия) России. Административный центр и единственный населённый пункт Тюляхского наслега.

## География
Село находится в центральной части Якутии, в пределах Центральноякутской равнины, к югу от реки Алдан, на расстоянии примерно 77 км (по прямой) к северо-востоку от села Борогонцы, административного центра улуса. Абсолютная высота — 93 м над уровнем моря.
Климат
Климат характеризуется как резко континентальный. Средняя температура воздуха самого тёплого месяца (июля) составляет 18,7 °C; самого холодного (января) — −42,6 °C. Среднегодовое количество атмосферных осадков составляет 234 мм. Основное количество осадков выпадает в период с апреля по октябрь. Снежный покров держится в течение 225—250 дней в году.
Часовой пояс
Село Кылайы находится в часовой зоне МСК+6. Смещение применяемого времени относительно UTC составляет +9:00.

## Население
| 2002 | 2010 | 2012 | 2013 | 2014 | 2015 | 2016 |
| ---- | ---- | ---- | ---- | ---- | ---- | ---- |
| 566  | ↘538 | ↘516 | ↗524 | ↘506 | ↗508 | ↘504 |
| 2017 | 2018 | 2019 | 2020 | 2021 |      |      |
| ↘503 | ↘496 | ↘484 | ↘461 | ↘454 |      |      |

Половой состав
По данным Всероссийской переписи населения 2010 года в гендерной структуре населения мужчины составляли 50 %, женщины — соответственно также 50 %.
Национальный состав
Согласно результатам переписи 2002 года, в национальной структуре населения якуты составляли 96 %.

## Улицы
| - ул. В.В. Алексеева, - ул. Гагарина, - ул. Д.Д. Оллонова, | - ул. И.П. Алексеева, - ул. К. Алексеева, - ул. Кундул, | - ул. Ленина, - ул. М.Н. Тарского, - ул. Ойунского. |